# ジパング 深蒼海流
『ジパング 深蒼海流』（ジパング しんそうかいりゅう）は、かわぐちかいじによる日本の漫画作品。源平合戦を題材にした漫画で、講談社の『モーニング』にて2013年1号（2012年12月6日発売）から2017年51号（2017年11月16日発売）まで連載された。
同作者の作品に、海上自衛隊のイージス艦が第二次世界大戦時にタイムスリップする物語『ジパング』があるが、本作品との関連性はない。

## あらすじ
平安時代後期。武勲がありながらも、後白河上皇の側近である信西入道から冷遇されていた源氏の棟梁・源義朝は、信西と対立する上皇の寵臣・藤原信頼らと結託し、ついに決起する。1159年（平治元年）冬、世にいう「平治の乱」のはじまりである。父・義朝から次期当主に期待される頼朝は、13歳で初陣に出る。源氏と平氏の決戦の時が迫っていた。

## 書誌情報
- かわぐちかいじ 『ジパング 深蒼海流』 講談社〈モーニングKC〉、全23巻
  1. 2013年5月23日発売[3]、ISBN 978-4-06-387216-3
  2. 2013年5月23日発売[4]、ISBN 978-4-06-387217-0
  3. 2013年9月20日発売[5]、ISBN 978-4-06-387258-3
  4. 2013年12月20日発売[6]、ISBN 978-4-06-387274-3
  5. 2014年3月20日発売[7]、ISBN 978-4-06-388309-1
  6. 2014年6月23日発売[8]、ISBN 978-4-06-388341-1
  7. 2014年9月22日発売[9]、ISBN 978-4-06-388368-8
  8. 2014年12月22日発売[10]、ISBN 978-4-06-388406-7
  9. 2015年3月23日発売[11]、ISBN 978-4-06-388439-5
  10. 2015年6月23日発売[12]、ISBN 978-4-06-388466-1
  11. 2015年9月23日発売[13]、ISBN 978-4-06-388497-5
  12. 2015年10月23日発売[14]、ISBN 978-4-06-388511-8
  13. 2015年11月20日発売[15]、ISBN 978-4-06-388525-5
  14. 2016年3月23日発売[16]、ISBN 978-4-06-388574-3
  15. 2016年6月23日発売[17]、ISBN 978-4-06-388610-8
  16. 2016年9月23日発売[18]、ISBN 978-4-06-388639-9
  17. 2016年12月22日発売[19]、ISBN 978-4-06-388679-5
  18. 2017年3月23日発売[20]、ISBN 978-4-06-388702-0
  19. 2017年6月23日発売[21]、ISBN 978-4-06-388736-5
  20. 2017年11月22日発売[22]、ISBN 978-4-06-510655-6
  21. 2018年1月23日発売[23]、ISBN 978-4-06-510812-3
  22. 2018年3月23日発売[24]、ISBN 978-4-06-511155-0
  23. 2018年5月23日発売[25]、ISBN 978-4-06-511421-6